# Entreprise temps réel
Pour les articles homonymes, voir RTE.
Une entreprise temps réel, entreprise en temps réel ou entreprise en direct (RTE, de l’anglais real-time enterprise) est une vision de l'entreprise développée par Gartner. Il décrit une entreprise utilisant des informations mises à jour en continu pour accélérer l'optimisation des processus métier et en fin de compte disposer d'un avantage concurrentiel.
Les logiciels d'entreprise temps-réel doivent transformer les opérations métiers de manière que les entreprises puissent détecter des changements dans leur environnement et y répondre en temps réel. Les services métiers sont automatisés et exécutés avec une grande agilité.
Le concept clé de cette vision consiste à réduire le temps entre le moment où les données sont enregistrées dans un système et le moment où elles sont disponibles pour le traitement de l'information. L'idée est d'apporter aux décideurs les informations pertinentes le plus vite possible.